# Баптистерий православных
Баптистерий православных (итал. Battistero degli Ortodossi), иначе Баптистерий Неона (итал. Battistero Neoniano) — баптистерий в Равенне, древнейшее сохранившееся здание города. Один из самых значительных в мире памятников византийской мозаики.

## История баптистерия
Восьмиугольный баптистерий был воздвигнут на фундаменте римских терм на рубеже IV и V веков; дату его создания связывают с правлением епископа Равенны Урса. С VI века именовался Баптистерием православных, в отличие от Арианского баптистерия Теодориха. Он был построен одновременно с кафедральным собором Равенны и получил своё второе название в честь епископа Неона, который украсил его мозаиками в период между 451 и 475 гг. Ныне культурный слой скрывает кирпичные стены здания на высоту в три метра от основания.
В 1996 году баптистерий в составе раннехристианских памятников Равенны был включён в число объектов Всемирного наследия.

## Внутреннее убранство
Богатое внутреннее убранство баптистерия имело целью подчеркнуть особую значимость для верующих таинства крещения. Помещение украшено мозаикой, ионическими колоннами (они обрамляют оконные проёмы) и горельефами с изображением пророков.
В центре расположена восьмиугольная купель (XIII в.) из греческого мрамора и порфира. Она была значительно переделана в XVI веке, но сохранила ряд оригинальных деталей; одна из них — высеченный из цельного куска мрамора амвон V в., стоя на котором, священник совершал таинство крещения.
В одной из арок сохранился типичный престол VI века, в другой установлен снятый в 1963 году с крыши баптистерия старинный бронзовый крест.

### Мозаики
Византийские мозаики баптистерия продолжают традиции искусства предыдущих веков. Они разделяются на три цикла: над арками первого яруса (растительный орнамент на синем фоне, фигуры пророков), между арками второго яруса (канделябры, престолы, епископские седалища) и подкупольная мозаика.
Общая мозаичная композиция связана с тематикой Небесного Иерусалима. Это подчеркивают венцы в руках апостолов на подкупольной мозаике (они символизируют, что те, как изложено в Откровении Иоанна Богослова, сядут на двенадцать престолов судить двенадцать колен Израилевых), четыре алтаря и четыре изображения престола уготованного.
Сюжетом подкупольной мозаики является крещение Иисуса Христа. В центре расположен медальон со сценой крещения. Кроме изображённого нагим Иисуса Христа и Иоанна Крестителя, в нём присутствует Иордан в образе мужчины с полотенцем в руках. Вокруг медальона — фигуры двенадцати апостолов, на которых нисходит благодатная энергия, представленная радиальными лучами.
Фигуры апостолов выполнены в полный рост и показаны в движении. Одежда напоминает хитоны римских патрициев. В ней использованы всего два цвета: белый (символизирует свет земной) и золотой (символизирует свет небесный). Лица апостолов обладают ярко выраженной индивидуальностью.

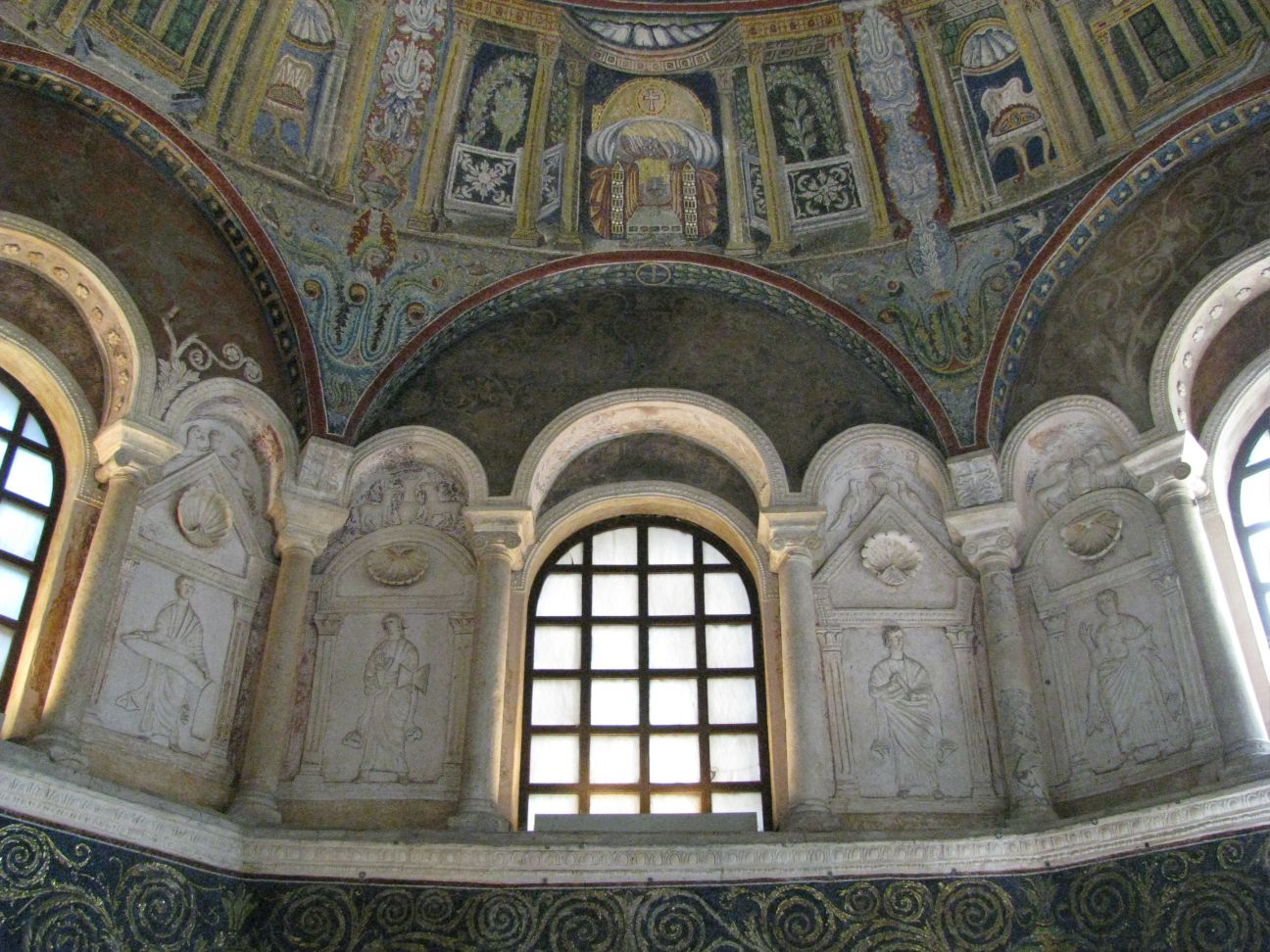
Мозаики второго цикла и горельефы
Подкупольная мозаика
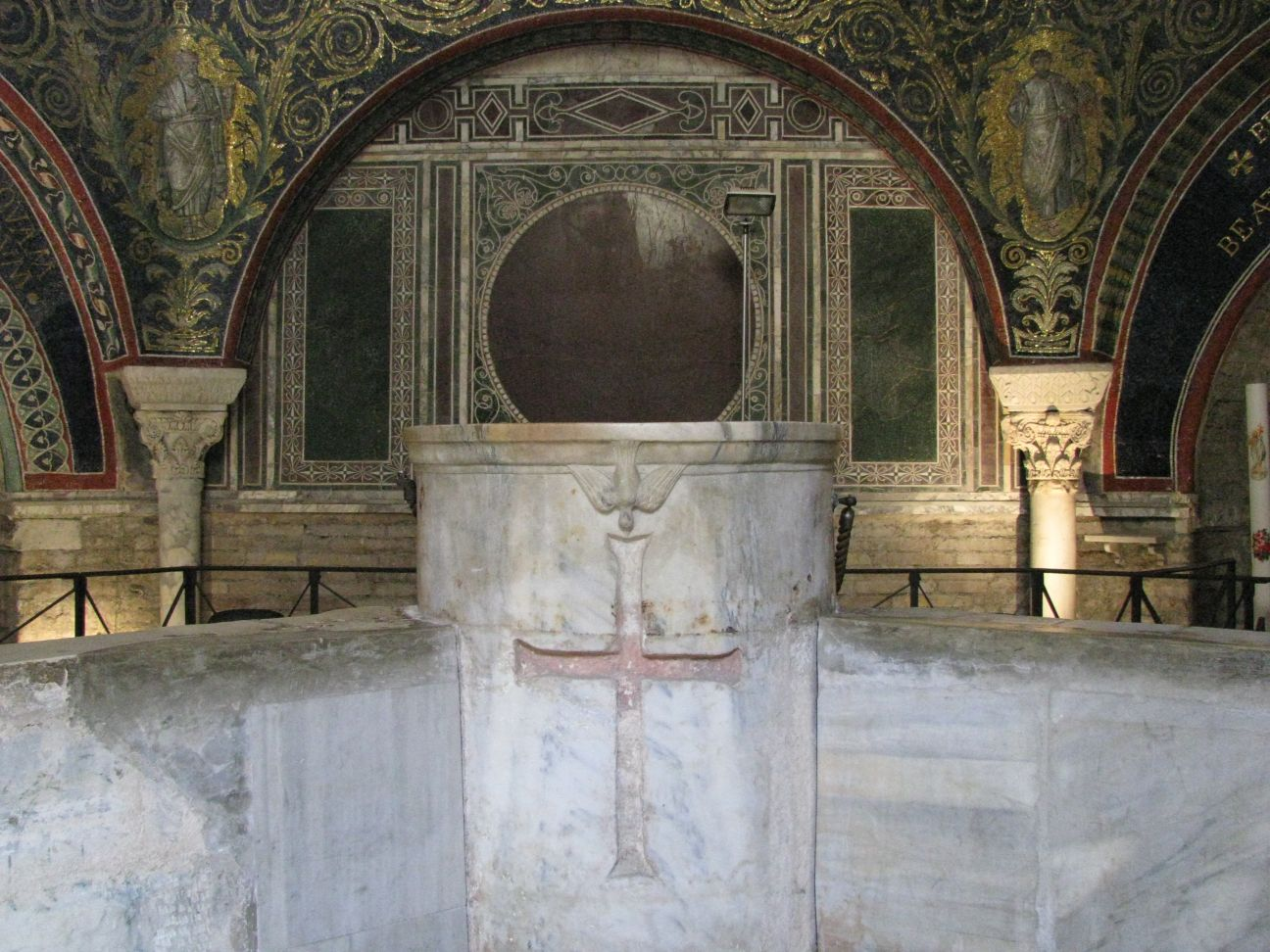
Амвон и купель